# Alcyon
A Alcyon foi um equipa ciclista profissional francesa que se manteve em activo entre 1906 e 1958. Era patrocinada pela casa de bicicletas, automóveis e motocicletas francesa Alcyon.

## História
A equipa ganhou o Tour de France em quatro ocasiões antes da Primeira Guerra Mundial, com François Faber em 1909, Octave Lapize em 1910, Gustave Garrigou em 1911 e Odile Defraye em 1912. A Alcyon também ganhou o prêmio por equipas no Tour de France de 1909 a 1912 e entre 1927 e 1929.
Imediatamente após a Primeira Guerra Mundial a Alcyon igual como outras muitas empresas de bicicletas se uniu num consórcio que dava trabalho a muitos ciclistas baixo o nome da Sportive. Este consórcio ganharia o Tour de France 1919 a 1921. Este consórcio desfez-se em 1922 e os empreendidas membros, que incluíam a Automoto, Peugeot e Alcyon reiniciaram as suas equipas ciclistas em separado. A Alcyon converteu-se numa equipa muito forte, que dominou o Tour de France, com três vitórias, graças a Nicolas Frantz, em 1927 e 1928 e Maurice de Waele em 1929.
Em 1930 os organizadores do Tour de France decidiram que a carreira tinha que ser disputada por equipas nacionais. Disse-se que isto se fez para romper a dominação de alguns das equipas comerciais, sobretudo a Alcyon. Como resultado a Alcyon deixou de dominar a carreira, mas não os seus corredores, que enrolados às fileiras da equipa nacional francesa ganharam a volta em 1930 e 1932, com André Leducq, em 1933, com Georges Speicher e os belgas Romain Maes e Sylvère Maes ganharam-no em 1935, 1935 e 1939.
Após a Segunda Guerra Mundial o nome da equipa alterou para Alcyon-BP (1946-1949) e Alcyon-Dunlop (1950-1958). A equipa deixou de estar patrocinada a partir de 1958, apesar de que em 1961 se mantinha a equipa Alcyon-Leroux dirigida por Georges Speicher e Paul Wiegant, se denominando Gitane-Leroux no ano seguinte.

## Principais vitórias
Clássicas
- Bordéus-Paris : 1906 (Marcel Cadolle), 1907 e 1909 (Cyrille Van Hauwaert), 1908 (Louis Trousselier), 1911 (François Faber), 1913 (Louis Mottiat), 1914 (Paul Deman), 1923 (Émile Masson sr.), 1926 (Adelin Benoît), 1939 (Marcel Laurent), 1946  (Émile Masson jr.)
- Paris-Roubaix : 1908 (Cyrille van Hauwaert), 1910 (Octave Lapize), 1925 (Félix Sellier), 1930 (Julien Vervaecke), 1931, 1934 e 1935 (Gaston Rebry), 1933 (Sylvère Maes), 1936 (Georges Speicher), 1939 (Émile Masson jr.), 1944 (Maurice Desimpelaere), 1945 (Paul Maye) e 1953 (Germain Derycke)
- Milão-Sanremo : 1908 (Cyrille Van Hauwaert), 1910 (Eugène Christophe), 1911 (Gustave Garrigou), 1912 (Henri Pelissier), 1913 (Odile Defraye) e 1955 (Germain Derijcke)
- Paris-Tours : 1909 e 1910 (François Faber), 1912 (Louis Heusghem), 1924 (Louis Mottiat), 1929 (Nicolas Frantz), 1931 (André Leducq), 1934, 1936 e 1937 (Gustave Danneels), 1935 (René Le Grevès), 1938 (Jules Rossi), 1941, 1942 e 1945 (Paul Maye), 1946 e 1947 (Alberic Schotte), 1952 (Raymond Guegan)
- Paris-Bruxelas : 1909 (François Faber), 1914 (Louis Mottiat), 1922, 1923 e 1924 (Félix Sellier), 1927 (Nicolas Frantz), 1931 (Jean Aerts), 1936 (Eloi Meulenberg), 1937 (Albert Beckaert), 1946 e 1952 (Briek Schotte) e 1947 (Ernest Sterckx)
- Giro de Lombardía : 1913 (Henri Pélissier)
- Tour de Flandres : 1914 (Marcel Buysse), 1934 (Gaston Rebry), 1939 (Karel Kaers) e 1948 (Briek Schotte)
- Liège-Bastogne-Liège : 1921 e 1922 (Louis Mottiat), 1923 e  1924 (René Vermandel), 1936 (Albert Beckaert), 1937 (Eloi Meulenberg), 1945 (Jean Engels) e 1953 (Alois De Hertog)
- Grande Prêmio das Nações : 1941 (Jules Rossi) e 1942 (Émile Idée)
- Omloop Het Volk : 1945 (Jean Bogaerts) e 1946 (André Pieters)
- Gante-Wevelgem : 1946 (Ernest Sterckx), 1947 (Maurice Desimpelaere), 1950 e 1955 (Briek Schotte)
- Flecha Valona : 1947 (Ernest Sterckx) e 1954 (Germain Derijcke)

Voltas por etapas
- Volta à Bélgica : 1909 (Paul Duboc), 1910 (Jules Masselis), 1911 (René Vandenberghe), 1912 (Odile Defraye), 1913 (Dieudonné Gauthy), 1914 e 1920 (Louis Mottiat), 1919 e 1923 (Émile Masson sr.), 1922 (René Vermandel), 1924 (Félix Sellier), 1926 (Jean Debusschere) e 1933 (Jean Aerts)
- Volta ao País Basco : 1928 e 1929 (Maurice De Waele)
- Paris-Nice : 1934 (Gaston Rebry)
- Volta à Catalunha : 1940 (Christophe Didier)

Campeonatos nacionais
- Campeonato da Bélgica em estrada. 1908, 1909, 1919, 1922, 1926, 1934, 1935, 1936, 1937, 1942, 1946, 1947
- Campeonato da França em estrada. 1909, 1936, 1937, 1938, 1942, 1943, 1944
- Campeonato do Luxemburgo em estrada. 1924, 1925, 1927, 1928, 1929, 1930, 1931, 1932, 1933, 1937, 1938
- Campeonato da Alemanha em estrada. 1937

Campeonatos do mundo
- Campeonatos do mundo em estrada. 1933, 1935, 1937, 1948

Grandes Voltas
- Tour de France
  - 19 participações(1906, 1907, 1908, 1909, 1910, 1911, 1912, 1913, 1914, 1919, 1922, 1923, 1924, 1925, 1926, 1927, 1928, 1929, 1962)
  - 102 vitórias de etapa
    - 1 em 1906 : Emile Georget
    - 7 em 1907 : Emile Georget (5), Marcel Cadolle, Louis Trousselier
    - 13 em 1909 : François Faber (6), Jean Alavoine (2), Paul Duboc, Gustave Garrigou, Ernest Paul, Louis Trousselier, Cyrille Van Hauwaert
    - 12 em 1910 : Octave Lapize (6), François Faber (3), Gustave Garrigou, Ernest Paul, Louis Trousselier
    - 8 em 1911 : Gustave Garrigou (2), François Faber (2), Marcel Godivier (2), Maurice Brocco, Jules Masselis
    - 10 em 1912 : Odile Defraye (3), Jean Alavoine (3), Eugène Christophe (3), Louis Heusghem
    - 2 em 1914 : Jean Rossius (2)
    - 3 em 1922 : Émile Masson sr. (2), Félix Sellier
    - 3 em 1924 : Nicolas Frantz (2), Louis Mottiat (1)
    - 7 em 1925 : Nicolas Frantz (4), Bartolomeo Aimo, Romain Bellenger, Louis Mottiat
    - 7 em 1926 : Nicolas Frantz (4), Bartolomeo Aimo, Félix Sellier, Adelin Benoit
    - 6 em 1927 : Nicolas Frantz (4), Adelin Benoit (2)
    - 12 em 1928 : Nicolas Frantz (5), André Leducq (4), Maurice De Waele (2), Gaston Rebry
    - 11 em 1929 : André Leducq (5), Nicolas Frantz (2), Maurice De Waele, Aimé Dossche, Gaston Rebry, Julien Vervaecke

  - 7 vitórias finais
    - 1909 : François Faber
    - 1910 : Octave Lapize
    - 1911 : Gustave Garrigou
    - 1912 : Odile Defraye
    - 1927 e 1928 : Nicolas Frantz
    - 1929 : Maurice De Waele

  - 0 classificações secundárias

| - Giro d'Italia - 2 participações (1909, 1928) - 0 vitória de etapa - 0 vitória final - 0 classificações secundárias - Volta a Espanha - 1 participation (1947) - 2 vitórias de etapa - 2 em 1947 : Edward Van Dijck (2) - 1 vitória final - 1947 : Edward Van Dijck - 0 classificações secundárias |